# 氮烯

氮烯的结构通式。

氮烯（Nitrene）也译乃春、氮宾，是卡宾（碳烯）的氮类似物，通式R-N:。为活性中间体，参与多种化学反应。其中氮周围有6个电子，具亲电性。

## 电子组态
在最简单的亚氨基氮烯（:N-H）中，氮周围的6个电子，其中2个与氢形成共价键，2个形成自由电子对，剩余2个占据两个简并的p轨道。根据洪德规则，该物种基态为三线态，其中每个轨道中含一个电子。高能态则为单线态，电子对填满一个轨道，留下一个空轨道。
氮烯与卡宾类似，计算得到的其氮原子的自旋密度与从电子自旋共振得到的零场分裂参数（D）间有较强的关系。体积小的氮烯如NH或CF3N的D值在1.8 cm−1左右，自旋密度则接近最大值2。另一方面，9-蒽基和9-菲基氮烯的D值只有不到0.4，自旋密度则为1.2-1.4。

## 合成
氮烯为活性物种，很少分离出来。它可通过以下反应制得：
- 叠氮化物热解或光解，放出氮气生成氮烯。类似于从重氮化合物制取卡宾的过程。
- 异氰酸酯放出一氧化碳生成氮烯。类似于从烯酮制取卡宾的过程。

## 反应
氮烯发生的典型反应有：
- C-H键插入（乃春插入）：氮烯可插入到C-H键中，形成胺或酰胺。单线态氮烯反应后构型得到保持。

例：乙酸钯(II)与2-苯基吡啶反应生成的中间体，其Pd-N键紧接着被氮烯（由氨基甲酸甲酯被过硫酸钾氧化得到）插入，最终产物是N-(2-吡啶基苯基)氨基甲酸甲酯。
如下利用肟、乙酸酐构建异吲哚环系的过程可能也涉及氮烯中间体。
- 环加成：氮烯与烯烃反应生成氮丙环衍生物。反应一般是以类氮烯（如对甲基苯磺酰亚胺碘苯(PhI=NTs)或对硝基苯磺酰亚胺碘苯(PhI=NNs)）作为前体，但是烯烃在基于过渡金属（如铜、钯、金）的催化剂作用下直接与磺酰胺进行加成的例子也是已知的。[7][8][9][10][11]

类氮烯PhI=NNs可通过如下反应制取：
接下来发生氮烯转移：
氮烯与金属氮烯与烯烃发生直接的氮丙环化反应，不含金属的类氮烯则通常与烯烃按照加成-消除机理进行反应。只有单线态氮烯可与1,2-二取代烯烃进行立体专一性的加成；三线态氮烯的反应无立体选择性。
- 芳基氮烯的扩环与缩环：扩环产生含累积双键的7元环，缩环生成氰基取代的5元环，等等。

例：20K下固氩基质中的叠氮化物（2），经光解放出氮气生成三线态氮烯（4，通过电子自旋共振与紫外-可见光谱确定）。4与扩环产物6形成平衡。
该氮烯最终经双自由基中间体（7）转变为缩环产物腈（5）。利用瞬间真空热解技术在500-600°C处理该叠氮化物，同样以65%产率得到腈（5）。